# U 3505
U 3505 war ein deutsches U-Boot der U-Boot-Klasse XXI, das im Zweiten Weltkrieg von der deutschen Kriegsmarine eingesetzt wurde. Es war für den Einsatz im Atlantik vorgesehen. U 3505 wurde allerdings nach seiner Indienststellung am 7. Oktober 1944, außer zu Torpedoübungen, nicht zu Kampfeinsätzen eingesetzt.

## Bau und technische Daten
Ab 1943 fertigte die Danziger Schichau-Werft Boote des größeren Typs XXI. So ein Boot war 71,5 m lang und 6,6 m breit. Zwei 2000 PS starke Dieselmotoren gewährleisteten bei Überwasserfahrt eine Geschwindigkeit von 15, 6 kn, das sind 29 km/h. Unter Wasser trieben zwei Elektromotoren mit je 2500 PS das Boot zu einer Geschwindigkeit von bis zu 17,2 kn an, was 32 km/h entspricht. Ein XXI-Boot verfügte über 6 Torpedorohre und trug 23 Torpedos. Die Schichau-Werft lieferte bis Kriegsende 30 solcher Boote an die Kriegsmarine aus.

## Einsatz und Geschichte
Das Boot wurde am 7. Oktober 1944 der 8. U-Flottille zugeteilt, einer Ausbildungsflottille, die in Danzig stationiert war. Obwohl es sich um eine reine Ausbildungsflottille handelte, waren einzelne Boote der 8. U-Flottille in dieser Zeit im Ostseeraum in Kampfhandlungen verwickelt. Das Boot gehörte dieser Flottille bis zum 15. Februar 1945 an. Kommandant Willner unternahm Tests und Übungsfahrten zum Einfahren des Bootes und zum Training der Besatzung. Am 13. Januar erreichte das Boot den Marinestützpunkt auf der Halbinsel Hela. Von hier aus lief es am 18. Januar nach Travemünde aus und kehrte wenige Tage später nach Hela zurück. Ende des Monats erreichte U 3505 dann Swinemünde. Am 16. Februar 1945 wurde das Boot der 5. U-Flottille in Kiel zugeteilt. Es handelte sich ursprünglich ebenfalls um eine Ausbildungsflottille, aber im Zuge des Wegfalls anderer Marine-Stützpunkte hatte die Flottille Aufgaben einer Frontflottille übernommen. Bei der 5. U-Flottille verblieb U 3505 bis zu seiner Versenkung.

### Flüchtlingsboot
Bekannt wurde U 3505 als Flüchtlingsboot. Sein Kommandant Oberleutnant zur See Horst Willner hatte entgegen den Bestimmungen für U-Boote am 28. März 1945 seine Frau Ursula verkleidet als Matrose und seine drei Wochen alte Tochter Barbara, welche in einem Seesack versteckt war, an Bord gebracht und in seiner Kabine versteckt. Auf diese Bevorzugung von Angehörigen stand im Militärrecht die Todesstrafe. Willners Familie hätte auf der Wilhelm Gustloff flüchten sollen, jedoch entschied sich Horst Willner dazu, die reservierten Plätze zurückzugeben und rettete damit seiner Familie das Leben, da die Wilhelm Gustloff kurze Zeit nach dem Auslaufen von einem sowjetischen U-Boot versenkt wurde.
Nach dem Auslaufen aus dem Danziger Hafen, steuerte das Boot westlich Richtung Gotenhafen, wo Kommandant Willner 110 Kinder und Jugendliche, vorwiegend Angehörige der Hitlerjugend an Bord nahm. Die Fahrt führte weiter über Bornholm, wo die Vorräte an Bord aufgefüllt wurden, nach Lübeck-Travemünde. Dort gingen die Flüchtlinge Anfang April von Bord, auch die Familie von Horst Willner.

### Havarie vor Kiel
Das Boot legte am 1. April in Travemünde wieder ab. U 3505 hatte dabei ein U-Boot des Typs XI C im Schlepp. Kommandant Willner hatte gegenüber dem Kommandeur der 5. U-Flottille Karl-Heinz Moehle auf das seiner Ansicht nach bestehende erhebliche Risiko hingewiesen, ein fast gleich großes Boot in Schlepp zu nehmen. Zwei Tage später erreichte der kleine Verband Kiel. Kurz vor Einlaufen in die Kieler Förde musste U 3505 einer Boje mit einem Sperrballon ausweichen, wobei sich die Schlepptrosse in den Schrauben des U-Bootes verfing. Das Boot konnte erst einige Stunden später durch herbeigerufene Schlepper in den Hafen von Kiel bugsiert werden.

## Ende des Bootes
Dort sollte U 3505 an Torpedoübungen teilnehmen. Dazu kam es aber nicht mehr. Am 3. April 1945 gegen 17.50 Uhr wurde das Boot bei einem alliierten Luftangriff der 8th Air Force der USAAF auf Kiel durch einen Treffer an der Backbordseite des Achterschiffs erheblich beschädigt. Im Zuge dieses Luftangriffs wurden auch U 237, U 749, U 1221, U 2542 und U 3003 zerstört. Beim Treffer auf U 3505 wurde der Funker des Bootes, der als Wachtposten zurückgeblieben war, tödlich verwundet. Alle anderen Besatzungsmitglieder überlebten, da das Boot zur Zeit des Angriffs nur mit vier Mann Wachpersonal besetzt war. Das Boot konnte geborgen werden, kam aber nicht mehr zur Reparatur. Das Wrack wurde am 3. Mai 1945 am Kieler Hindenburgufer gesprengt.
Kommandant Willner und seine Mannschaft übernahmen das im März in Dienst gestellte baugleiche U 3034.